# Neoperla theobromae
Neoperla theobromae är en bäcksländeart som beskrevs av Peter Zwick 1986. Neoperla theobromae ingår i släktet Neoperla och familjen jättebäcksländor. Inga underarter finns listade i Catalogue of Life.